# Signe Dahlin
Signe Adelaide Dahlin, född 1877 i Karlskrona amiralitetsförsamling i Blekinge län, död 1951 i Borås, var en svensk folkskollärare, politiker och rösträttsaktivist. 1916 blev hon den första kvinnliga fullmäktigeledamoten i Borås stad, då hon efterträdde redaktören Mauritz Enderstedt.
Dahlin tog sin lärarinneexamen i Kalmar. 1901 anställdes hon som lärarinna vid Borås folkskolor. Hon var verksam som sådan fram till sin pensionering 1938. Dahlin var också en engagerad nykterist, och satt i styrelsen för Sveriges Lärares Nykterhetsförbund.